# Юлиево
Юлиево (болг. Юлиево) — село в Болгарии. Находится в Старозагорской области, входит в общину Мыглиж. Население составляет 718 человек.

## Политическая ситуация
В местном кметстве Юлиево, в состав которого входит Юлиево, должность кмета (старосты) исполняет Денислава  Петрова Неделчева (Граждане за европейское развитие Болгарии (ГЕРБ)) по результатам выборов правления кметства.
Кмет (мэр) общины Мыглиж — Стойчо Иванов Цанев (Болгарская социалистическая партия (БСП)) по результатам выборов в правление общины.